# Pantere Basket Femminile
La Pantere Basket Femminile è stata una società di pallacanestro femminile di Caserta, trasferitasi a Maddaloni in seguito alla fusione con il Kalati.

## Storia
La società è stata fondata nel 1988 dal compianto Pino Antonucci e Massimo Caiazzo, rispettivamente ex allenatore ed ex dirigente della Zinzi Caserta.
Coadiuvati da un gruppo di genitori tra cui, degno di menzione, Giovanni Tomasiello, per anni instancabile e indimenticabile presidente, del sodalizio gialloblù e genitore di tre atlete della squadra: Ida, Monica e Lidia.
In un decennio, la squadra giunge in Serie B prima e in Serie A2 poi. Affronta anche la Poule Promozione, per poi retrocedere nuovamente in Serie B.
Promossa nel 1999-2000, adotta i colori bianco e nero in onore della Juvecaserta Basket. Nel 2000-01 si salva direttamente, nel 2001-02 deve passare dalla Poule Retrocessione. 
Nel 2002-03 vince i play-off e viene promossa in Serie A1.
L'esordio nella massima serie si conclude con la salvezza dopo le tre fasi del campionato. 
Nel 2004-05 la squadra si fonde con il Kalati Maddaloni e si trasferisce nel palazzetto maddalonese; si salva ai play-out. 
La stagione successiva si classifica settima e partecipa ai play-off contro l'Acer Priolo. Nel 2006-07 retrocede in Serie A2 e poi rinuncia all'iscrizione.

## Cronistoria
| Cronistoria della Pantere Basket Femminile |
| --- |
| - 1988 · fondazione della Pantere Basket Femminile con sede Caserta. - 1988-1996 · - 1996-1997 · 2ª nel Girone E di Serie A2, 4ª nella Poule Promozione 3. - 1997-1998 · 11ª nel Girone C di Serie A2, retrocessa in Serie B. - 1998-2000 · - 2000-2001 · Eismann, 12ª nel Girone B di Serie A2. - 2001-2002 · Eismann, 4ª nel Girone B di Serie A2, 3ª nel Girone 1 di Poule Promozione. - 2002-2003 · 2ª nel Girone Sud di Serie A2, partecipa ai play-off, promossa in Serie A1. - 2003-2004 · Energia, 7ª nel Girone B di Serie A1, 4ª nel Gruppo C, 1ª nella Poule Salvezza. - 2004-2005 · Si sposta a Maddaloni. Coconuda, 13ª in Serie A1, si salva ai play-out. - 2005-2006 · Coconuda, 7ª in Serie A1, quarti di finale play-off. - 2006-2007 · Coconuda, 13ª in Serie A1, retrocessa in Serie A2 e poi rinuncia all'iscrizione. |